# Maurice Blondel
Maurice Blondel (Dijon, 2 november 1861 - Aix-en-Provence, 4 juni 1949) was een Frans katholiek filosoof. Tijdens zijn carrière was hij professor aan de universiteiten van Montauban, Rijsel en Aix-Marseille. Net als zijn tijdgenoot Henri Bergson was hij een vertegenwoordiger van de levensfilosofie en een anti-rationalist, en nam zo een kritische houding in ten opzichte van wetenschap. 
In zijn eerste werk, L'Action legde hij de fundamenten voor zijn latere werk. Blondel ontwikkelde in zijn leven een "filosofie van het handelen", als alternatief op het neothomisme, welke de klassieke neoplatonistische denkwijze met het moderne pragmatisme in verband bracht met een vorm van een christelijke filosofie van de religie. Blondel was qua wijsgerig temperament zeker een dialecticus en mediator. Oorspronkelijk had hij de  term "pragmatisme" gemunt in de uiteenzetting van zijn philosophie de l'action, maar later wilde hij weer van deze term af omdat hij zich wilde blijven onderscheiden van de wel erg pragmatische Amerikaan William James. 
Blondel stond voor een goedbegrepen ‘immanentisme’. Hij was van mening dat als je de menselijke handeling ten einde toe doordenkt, je onvermijdelijk (“l’unique nécessaire”) voor de keuze van het geloof komt te staan. De wetenschappelijke (rigoureus filosofische) analyse van de immanentie leidt onvermijdelijk tot de vraag naar transcendentie, menselijke autonomie leidt tot heteronomie, zonder die autonomie tekort te doen. 
Onder meer door dit zgn. ‘immanentisme’ raakte Blondel verwikkeld in de katholieke strijd om het modernisme uit het begin van de 20ste eeuw.
Voor de complexe relatie tussen immanentie en transcendentie zie o.m. . 
Andere belangrijke werken van hem waren La Pensée en Le Problème de la philosophie catholique.

## Selectie van werken
- Œuvres complètes. Paris: PUF, 1995- . = OC
- Notes philosophiques 1880-1890. Elektronische versie van Peter Henrici
- L'Action : Essai d'une critique de la vie et d'une science de la pratique. Paris : Alcan, 1893.
- De vinculo substantiali et de substantia composita apud Leibnitium. Paris : Alcan, 1893. Nieuwe editie met vertaling: Le lien substantiel et la substance composée d'après Leibniz / Claude Troisfontaines. Louvain : Nauwelaerts ; Paris : Béatrice-Nauwelaerts, 1972 (Centre d'Archives Maurice Blondel. 1) = OC I
- Léon Ollé-Laprune : L'achèvement et l'avenir de son œuvre. Paris : Bloud et Gay, 1923. Heruitgave o.d.t. Léon Ollé-Laprune. 1932
- L'itinéraire philosophique / Frédéric Lefèvre. Paris : Spes, 1928. Heruitgave Paris : Aubier 1966
- Une énigme historique : Le „Vinculum substantiale“ d'après Leibniz et l'ébauche d'une réalisme supérieur. Paris : Beauchesne, 1930
- Le problème de la philosophie catholique. Paris : Bloud & Gay, 1932 (Cahiers de la nouvelle journée. 20)
- La Pensée. 2 Tômes. Paris : Alcan, 1934. Heruitgave Paris : P.U.F., 1948/54.
- L'Être et les êtres : Essai d'ontologie concrète et intégrale. Paris : Alcan, 1935. heruitgave Paris : P.U.F., 1963
- L'Action. T.I: Le problème des causes secondes et le pur agir. Paris : Alcan, 1936. heruitgave Paris : P.U.F., 1949
- L'Action. T.II: L'Action humaine et les conditions de son aboutissement. Paris : Alcan, 1937.
- Lutte pour la civilisation et philosophie de la paix. Paris : Flammarion, 1939. herdruk, 1947
- La philosophie et l'Esprit chrétien. 2 Tômes. Paris : P.U.F., 1944/46 . herdruk van band. 1: 1950
- Exigences philosophiques du christianisme. Paris : P.U.F., 1950.*
- M. Blondel ; Auguste Valensin: Correspondance / Henri de Lubac. 3 Tômes. Paris : Aubier, 1957-1965
- Lettres philosophiques. Paris : Aubier, 1961
- M. Blondel ; Lucien Laberthonnière: Correspondance philosophique / Claude Tresmontant. Paris : Seuil, 1961
- Carnets intimes (1883-1894). Paris : Cerf, 1961. – II (1894-1949). 1966
- M. Blondel ; Pierre Teilhard de Chardin: Correspondance / Henri de Lubac. Paris : Beauchesne, 1965
- M. Blondel ; Joannès Wehrlé: Correspondance / Henri de Lubac. 2 Tomes. Paris : Aubier, 1960
- Henri Bremond ; M. Blondel: Correspondance / André Blanchet. 3 Tomes. Paris : Aubier, 1970-1971 (Études Bremondiennes. 2)
- „Mémoire“ à Monsieur Bieil : discernement d'une vocation philosophique / Maurice Blondel. Prés. de Michel Sales, S.J. Paris : CERP, 1999 (Cahiers de l'Ecole Cathédrale. 38)
- Une alliance contre nature: catholicisme et intégrisme : la semaine sociale de Bordeaux 1910. Préface de Peter Henrici. Introd. historique de Michael Sutton. Bruxelles : Lessius, 2000 (Donner raison. 5)

### Nederlands
- Kerngedachten van Maurice Blondel. Een bloemlezing, vertaald en ingeleid door A. Poncelet. Roermond, Uitg. Romen & Zn., 1966.

- Denk-wijzen Deel 8: Een inleiding in het denken van M. Blondel, R. Girard, V. Rozanov en S. Weil. Bijdragen van Koen Boey, Harry M. Berghs ... [et al.] (Leuven, Acco, 1993)

### Secundair werk over Blondel
- James Somerville, Total Commitment: Blondel’s L’Action (Washington DC, Corpus, 1968).
- Michael A. Conway: The Science of Life - Maurice Blondel's Philosophy of Action and the Scientific Method. Peter Lang Europäischer Verlag der Wissenschaften, Frankfurt 2000, ISBN 3-631-37133-0
- Andreas Uwe Mueller, Christlicher Glaube und historische Kritik. Maurice Blondel und Alfred Loisy im Ringen um das Verhältnis von Schrift und Tradition (Freiburg, Herder, 2008)
- Peter Henrici, Hegel und Blondel: Eine Untersuchung über Form und Sinn der Dialektik in der 'Phänomenologie des Geistes' und der ersten 'Action' (Pullach bei München, Berchmanskolleg, 1958)

### Biografie
- Oliva Blanchette, Maurice Blondel: A Philosophical Life (Grand Rapids, Eerdmans Publishing Co, 2010)